# Кристоф Льометър
Кристоф Льометър е френски лекоатлет, спринтьор на 100 и 200 м. Държи рекорда на Франция на 200 м на открито с 19.80 сек. Той е първият бял лекоатлет, бягал 100 м. под десет секунди. Висок е 1.89 м и тежи 84 кг.

## Кариера
Успехите му започват през 2008 на Световното първенство за младежи в Полша, където печели титлата на 200 м с 20.83 сек. На следващата година на Европейското първенство за младежи печели спринта на 100 м, поставяйки нов европейски рекорд за младежи – 10.04 сек.
От 2010 се състезава при мъжете и показва завидна форма. На 9 юли 2010 във Валанс, поставя нов рекорд на Франция на 100 м, пробягвайки ги за 9.98 секунди. Така става и първият бял мъж, слязъл под 10 секунди на 100 м. Предишният най-бърз бял европеец на 100 м с 10.00 секунди е полякът Мариан Воронин (постигнал ги през 1984).
На Европейското първенство за мъже в Барселона (2010), Кристоф Льометър става шампион на 100 м с 10.11 секунди. Няколко дни по-късно на същото първенство печели и златния медал в спринта на 200 м с 20.37 секунди.